# Monumento conmemorativo al Octavo Regimiento de Maine
El Monumento conmemorativo al Octavo Regimiento de Maine es una casa histórica de reuniones fraternales de verano en 13 Eighth Maine Avenue en Peaks Island, un vecindario insular en Portland, en el estado de Maine (Estados Unidos). Construido en 1891 como un lugar de reunión para los veteranos del 8º Regimiento de Infantería de Voluntarios de Maine de la Guerra de Secesión, es un buen ejemplo de la arquitectura de estilo Shingle y una obra importante de la firma de arquitectura local Fasset and Tompson. Fue incluido en el Registro Nacional de Lugares Históricos en 2006,  y actualmente funciona como albergue de verano y museo, con habitaciones alquiladas al público.

## Descripción e historia
El Eighth Maine Memorial está ubicado en la costa sur de Peaks Island, una isla grande en el extremo sureste de Casco Bay, al este del centro de Portland. Es una gran estructura rectangular de dos pisos, con techo a dos aguas cuyos lados están salpicados por grandes frontones cruzados. El techo principal se extiende hasta el primer piso, donde se convierte en el techo de un porche que envuelve toda la estructura. Las paredes están acabadas con una combinación de tablillas, tejas de madera y vinilo y tejas de asfalto. El edificio descansa sobre una base de piedra de campo que se inclina hacia la orilla, dejando al descubierto parte del sótano. En una esquina se levanta una torre octogonal de tres pisos. El interior del edificio se organiza con espacios públicos en la planta baja, cocina y servicios en el sótano y viviendas en el segundo piso.
El monumento fue erigido en 1891 para uso de la Asociación del 8º Regimiento de Maine, una fraternidad de veteranos de la Guerra de Secesión que habían servido en el 8º Regimiento de Infantería de Voluntarios de Maine. Su construcción fue financiada en gran parte por el coronel William M. McArthur, quien ganó 70 000 dólares en una lotería organizada por el general confederado P. G. T. Beauregard para recaudar fondos para la reconstrucción de Luisiana tras la guerra. El edificio fue diseñado por Fasset and Tompson de Portland, un estudio de arquitectura que también había diseñado el cercano Salón del Quinto Regimiento de Maine. El salón se utilizó para reuniones anuales hasta 1936, el último año al que asistió uno de los veteranos originales. El edificio es aún propiedad de la asociación y lo siguen utilizando los descendientes de los miembros del Octavo Regimiento.